# Desmos wardianus
Desmos wardianus là loài thực vật có hoa thuộc họ Na. Loài này được (F.M.Bailey) Jessup mô tả khoa học đầu tiên năm 1986.